# Ann Patchett
Ann Patchett (Los Ángeles, California, 2 de diciembre de 1963) es una escritora estadounidense. Ha recibido numerosos premios y su novela más galardonada ha sido Bel Canto.

## Biografía
Patchett nació en Los Ángeles, California. Se mudó a Nashville, Tennessee cuando tenía cinco años.
Estudió en la Escuela Harpeth Hall de su ciudad natal y la católica Academia de San Bernardo (de las Hermanas de la Misericordia). La educación superior la cursó en el Sarah Lawrence College en Bronxville y tomó clases de ficción con Allan Gurganus, Russell Banks y Grace Paley. Más tarde asistió al Taller de Escritores de Iowa y al Centro de Artes en Provincetown, Massachusetts, en donde conoció a la escritora Elizabeth McCracken, amiga a quien le solía dar sus manuscritos para que los leyera primero. Fue también allí en donde escribió su primera novela, The Patron Saint of Liars.
En 2011, Ann Patchet fundó junto con Karen Hayes la librería Parnassus Books en Nashville, donde reside con su marido Karl VanDevender. Patchett ha optado por no tener hijos.

## Trayectoria
La primera obra publicada de Patchett fue The Paris Review. Vendió su historia al periódico, y logró que se publicase antes de graduarse de la Universidad Sarah Lawrence.
Durante nueve años, Patchett trabajó en la revista Seventeen. Principalmente escribió artículos de no-ficción, aunque la revista solo publicaría uno de los cinco trabajos de su autoría. Dijo que los organizadores de la revista no eran justos, por lo que finalmente dejó de hacer críticas personalmente. Terminó su trabajo en la revista luego de pelearse con el editor y exclamando "¡Nunca volveré a llamar a tu puerta!"
En 1992, Patchett publicó The Patron Saint of Liars, novela que fue llevada al cine con el mismo título en 1998.
Lanzó a la venta Taft, su segunda novela, en 1994. La novela ganó el premio Janet Heidinger Kafka en ficción. Su tercera novela, The Magician’s Assistant, se publicó en 1997.
Bel Canto, su cuarta novela, fue publicada en 2001 y ganó varios premios, incluyendo el Premio Faulkner. También fue finalista del premio National Book Critics Circle.
Amiga de la poetisa Lucy Grealy (1963-2002), escribió unas memorias sobre ella tituladas Truth and Beauty: A Friendship, que se convirtieron en su primer libro de no-ficción.
Patchett ha escrito para numerosas publicaciones, incluyendo The New York Times Magazine, The Washington Post, O, The Oprah Magazine, Elle, GQ, Gourmet, y Vogue. Fue editora de la antología The Best American Short Stories 2006.

### Novelas
- The Patron Saint of Liars (1992)
- Taft (1994)
- The Magician's Assistant (1997)
- Bel Canto (2001), traducido por Pedro Álvarez para Ed. Diagonal, Barcelona, 2003.
- Run (2007)
- State of Wonder (2011); en castellano, El corazón de la jungla, traducido por Joan Eloi Roca y José Calderón para Ed. El Principal de los Libros, Barcelona, 2012.
- Commonwealth (2016); en castellano, Comunidad, traducido por Carmen Francí Ventosa para ADN, Alianza de Novela, Madrid, 2017.
- The Dutch House (2019); en castellano, La casa holandesa, traducido por Miguel Marqués para Alianza de Novela, Madrid, 2019.
- Tom Lake (2023), traducido por Carmen Francí Ventosa para ADN, Alianza de Novela, Madrid, 2023.

### No-ficción
- Truth & Beauty: A Friendship (2004)
- What now? (2008)

## Premios y reconocimientos
- Nashville Banner  Escritor del Año de Tennessee en 1994
- Premio Janet Heidinger Kafka 1994 por Taft (otorgado por el Susan B. Anthony Institute for Women's Studies y el Departamento de Inglés de la Universidad de Rochester)
- Finalista del Premio Orange 1998 con The Magician's Assistant
- Faulkner 2002 por Bel Canto
- Premio Orange 2002 por Bel Canto
- Book Sense libro del año 2002 con Bel Canto (Asociación de Libreros de Estados Unidos)
- Finalista del Premio del Círculo de Críticos Nacional del Libro con Bel Canto
- Beca Guggenheim
- Seleccionada entre las 1000 personas más influyentes del mundo por la revista Time en 2012